# Hevossalo (ö i Södra Savolax, lat 61,95, long 29,53)
Hevossalo är en ö i Finland. Den ligger i sjön Puruvesi och i kommunen Nyslott i landskapet Södra Savolax, i den sydöstra delen av landet, 300 km nordost om huvudstaden Helsingfors. Öns största längd är 5,6 kilometer i sydöst-nordvästlig riktning.

## Klimat
Trakten ingår i den boreala klimatzonen. Årsmedeltemperaturen i trakten är 1 °C. Den varmaste månaden är augusti, då medeltemperaturen är 14 °C, och den kallaste är januari, med −14 °C.